# Natursprung
Der Natursprung ist in der Tierzucht der natürliche Weg der Begattung eines weiblichen Haustiers oder Nutztieres durch ein Vatertier zum Zwecke der Befruchtung. Der Natursprung kann in zwei Formen erfolgen. Entweder als Weidesprung, indem das Vatertier gemeinsam mit dem Muttertier auf eine Weide gestellt wird, oder an der Hand, wobei der Deckakt unter Kontrolle des Menschen verläuft.
Dem Natursprung steht die Künstliche Besamung gegenüber. In den meisten Bereichen der Nutztierzucht hat die künstliche Besamung den natürlichen Deckakt verdrängt.

## Pferdezucht
Die Erfolgsrate beim Natursprung liegt höher als bei der künstlichen Besamung. Dafür bietet die künstliche Besamung andere Vorteile wie das Verhindern von Deckseuchen sowie die Möglichkeit Sperma von weit entfernten Zuchttieren zu nutzen.

### Weidesprung
Der Weidesprung ist sehr aufwendig und kommt in der Pferdezucht in entwickelten Ländern nur noch selten vor. Eine Stute, die gedeckt werden soll, muss erst in die Stutenherde integriert werden, bevor der Hengst dazu gebracht werden kann. Auch der Weidehengst muss in die Herde integriert sein. Diese Gewöhnungsphase geht über einen längeren Zeitraum.  Dieser Zeitaufwand macht es unmöglich, die Stute nur für einen Tag an den Standort des Hengstes zu bringen.

### Bedeckung an der Hand

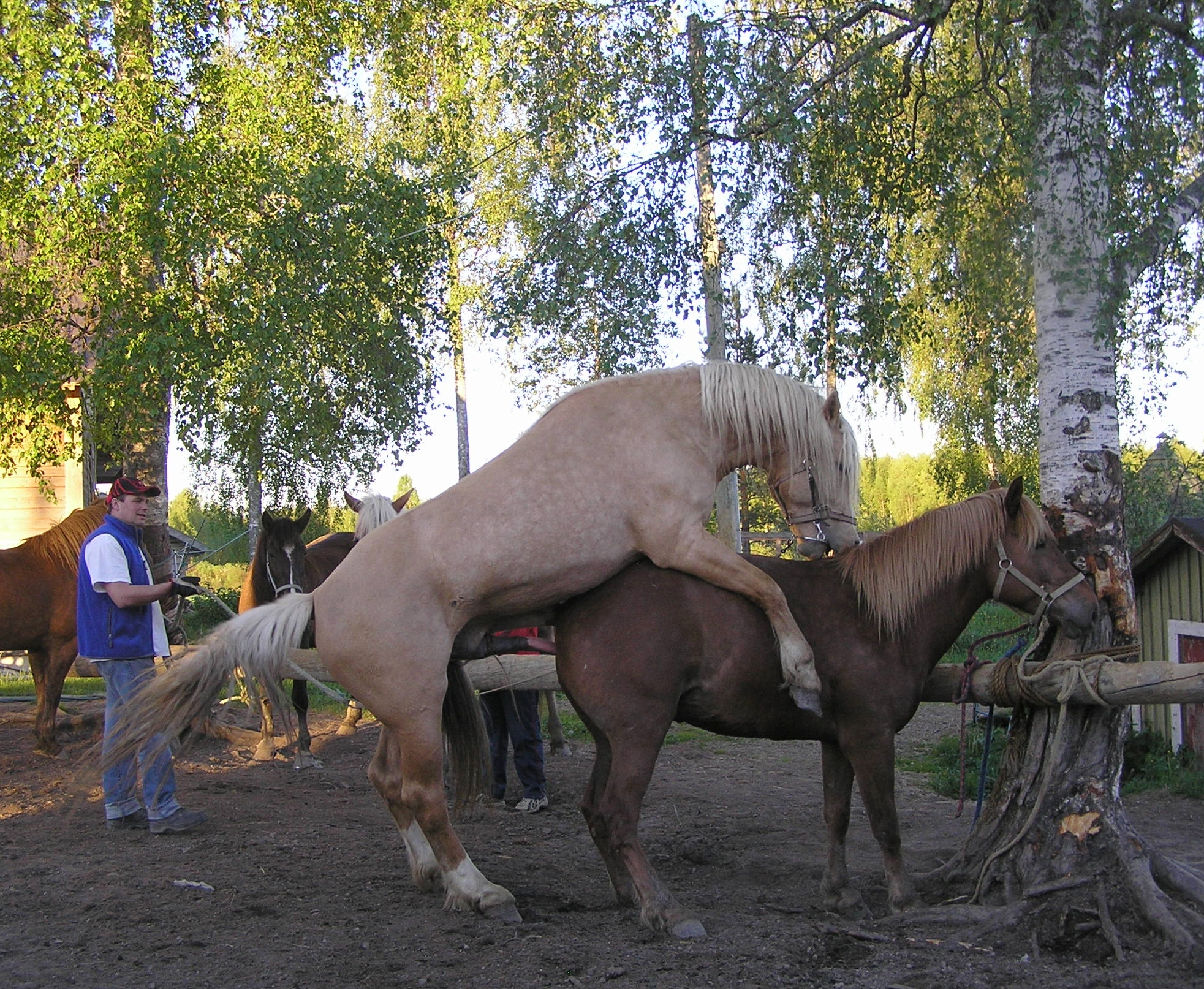
Deckakt

Für den Natursprung wird die rossige  Stute auf die Deckstation gebracht. In der Regel hält eine Person die Stute und führt sie in den Deckstand, eine zweite kümmert sich um den Deckhengst. Mit einem Probierhengst kann überprüft werden, ob die Stute bereit ist. Dabei wird die Stute dem Hengst hinter einer Barriere präsentiert. An ihrem Verhalten, ob sie ihn abwehrt oder sich präsentiert, den Schweif zur Seite hält und mit der Vulva blinkt, ist ersichtlich ob sie paarungsbereit ist. Manche Stuten neigen zum Ausschlagen, deshalb werden bei Bedarf die Hinterbeine der Stute fixiert, um das Verletzungsrisiko für den Hengst zu verringern. Einige Tierrechtler sehen dies als eine Vergewaltigung der Stute. Die Stute kann auch mit einer Decke gegen den Nackenbiss des Hengstes geschützt werden. Mit Ultraschall kann das Stadium der Follikel überprüft werden. Eventuell wird eine Tupferprobe verlangt, um die Verbreitung von Krankheiten zu vermeiden.

### Künstliche Besamung
Bevor ein Hengst zur künstlichen Besamung zugelassen wird, werden mehrere medizinische Untersuchungen gefordert. In der Schweiz dürfen Hengste nach einem Natursprung 30 Tage lang nicht abgesamt werden. Deshalb bedeutet eine Zulassung zur künstlichen Besamung für einen Hengst meist das Aus für den Natursprung.
In der Vollblutzucht ist die künstliche Besamung nicht erlaubt. Das Verbot wurde erlassen, um zu verhindern, dass nur einige wenige Hengste durch künstliche Besamung ganze Generationen zeugen und so den Genpool der Rasse schmälern.
Bei Sportpferden ist die künstliche Besamung üblich, da sie weniger aufwändig ist und die Übertragung von Krankheiten beim Deckakt vermieden wird. Zudem können mit künstliche Besamung wesentlich mehr Stuten bedient werden.